# EXPRESS (язык моделирования данных)

Рис. 1. Требования базы данных для аудио компакт-диск (CD) коллекция, представленная в Express-г нотации.

EXPRESS — стандартный язык моделирования данных для данных о производстве. EXPRESS оформляется в соответствии со стандартом ISO для обмена товара модель STEP (ИСО 10303), и стандартизирован как ISO 10303-11.

## Обзор
Данные модели официально определяют данные объекты и связи между данными объектами для области интересов. Некоторые типичные применения данных моделей включают в себя поддержку развития баз данных и обмена данными для конкретной области интересов. Данные модели указаны в данных моделирования языка. EXPRESS это язык моделирование данных, определённый в ИСО 10303-11, Справочном руководстве языка EXPRESS.
Модели данных EXPRESS могут быть определены двумя способами, текстуально и графически. Для формальной верификации и в качестве входных данных для инструментов, таких как SDAI текстовое представление в формате ASCII файл является наиболее важным. Графическое представление с другой стороны часто является более подходящим для человека, в пояснениях и учебниках. Графическое представление, называется EXPRESS-G, не может отобразить все детали, которые могут быть сформулированы в текстовой форме.
EXPRESS похож на языки программирования, такие как Паскаль. В схеме различные типы данных могут быть определены совместно со структурными ограничениями и алгоритмических правил. Главная особенность экспресс-это возможность официально подтвердить населения типы данных — это проверка для всех структурных и алгоритмических правил.

### EXPRESS-G
EXPRESS-G является стандартом графической нотации для информационных моделей. Это полезное дополнение к языку EXPRESS для отображения сущности и определения типов, связей и элементов. эта графическая нотация поддерживает подмножество языка EXPRESS. Одним из преимуществ использования EXPRESS-G перед EXPRESS в том, что структура модели данных могут быть представлены в более понятной форме. Недостатком EXPRESS-G является то, что сложные ограничения не могут быть формально определены. Пример — Рисунок 1. Данные модели представлены на рисунке может использоваться, чтобы определить требования базы данных для аудио компакт-диск (CD) коллекция.

## Для дальнейшего чтения
- Стандарт ISO 10303, Главная страница на шаг, стандарт для обмена товара модель данных
- Дуглас А. Шенк и Питер р. Уилсон, информационного моделирования Express путь, Издательство Оксфордского университета, 1993, ISBN 978-0-19-508714-7